# Oeneis monteviri
Oeneis monteviri är en fjärilsart som beskrevs av Felix Bryk 1946. Oeneis monteviri ingår i släktet Oeneis och familjen praktfjärilar. Inga underarter finns listade i Catalogue of Life.